# Maduru Oya National Park
Maduru Oya National Park är en nationalpark i Sri Lanka.   Den ligger i provinsen Östprovinsen, i den centrala delen av landet, 170 km öster om huvudstaden Colombo. Maduru Oya National Park ligger 109 meter över havet.